# Hitachi Hatsukaze
L'Hitachi Hatsukaze era una gamma di motori aeronautici leggeri prodotti dall'azienda giapponese Hitachi tra gli anni trenta e quaranta.
Era in pratica la versione prodotta su licenza dalla del tedesco Hirth HM 504.
Venne utilizzato sulla versione prodotta su licenza in Giappone del velivolo da addestramento Bücker Bü 131 Jungmann. Il velivolo e il motore furono utilizzati sia dalla Marina sia dall'Esercito. Il motore aveva denominazioni diverse: GK4 per la Marina e Ha-47 per l'esercito. Ne venne utilizzata anche una designazione interforze: Ha 11 o Model 11.
Il propulsore venne anche utilizzato per realizzare un motoreattore, lo Tsu-11, che era installato sulla bomba volante Yokosuka MXY-7 Ohka.

## Varianti
GK4 Hatsukaze
motore d'aviazione a quattro cilindri in linea invertiti Hirth HM 504, costruito su licenza.
GK4A Hatsukaze 11
Versione IJNAS (Imperial Japanese Navy Air Service), 82 kW (110 CV); 339 esemplari costruiti.
Ha47 Modello 11
(denominazione lunga Army Type 4 110hp Air Cooled Inline) versione IJAAS (Imperial Japanese Army Air Service), 82 kW (110 hp); 1.037 esemplari costruiti.
Hatsukaze Toku Modello 13
("Toku" significa "speciale"), sezione di potenza per il motore a getto d'aria Ishikawajima Tsu 11.